# Janina Traczykówna
Janina Traczykówna, właściwie Traczyk-Skaruch (ur. 16 maja 1930 w Kłodawie, zm. 22 stycznia 2022 w Warszawie) – polska aktorka teatralna, filmowa i telewizyjna.

## Życiorys
W 1953 ukończyła studia na Wydziale Aktorskim PWST w Warszawie. Była związana z teatrami Szczecina i Warszawy. Za rolę matki w Dniu świra nominowana do nagrody filmowej Polskie Orły.
Jej mężem był aktor Witold Skaruch.
W 1978 roku odznaczona Krzyżem Kawalerskim Orderu Odrodzenia Polski. Odznaczona także Złotym Krzyżem Zasługi oraz Medalem 40-lecia Polski Ludowej.
Zmarła 22 stycznia 2022 roku w Warszawie. 3 lutego 2022 została pochowana w grobie męża na cmentarzu parafialnym w Skolimowie (Konstancin-Jeziorna).

## Wybrana filmografia
- Pod gwiazdą frygijską (1954) – Fela
- Walet pikowy (1960) – Melania
- Historia współczesna (1960) – barmanka Zosia
- Ludzie z pociągu (1961) – Anna
- Barbara i Jan (1964; serial) – Barbara
- Nowy (1969) – psycholog
- Noce i dnie (1975) – Michalina Ostrzeńska
- Brunet wieczorową porą (1976)
- Noce i dnie (serial telewizyjny) (1977)
- Hotel klasy lux (1979)
- Miś (1981)
- Pogranicze w ogniu (1991) – hrabina Przeździecka (odc. 12)
- Dzień świra (2002) – mama Adasia Miauczyńskiego
- Wszyscy jesteśmy Chrystusami (2006) – matka Adasia

## Polski dubbing
- Dziewczęta (1961) – Tosia
- Kto mu otworzy drzwi (1967) – Profesorka anatomii
- Charlie Brown i jego kompania (1969) – Marchie
- Mała Syrenka (1989) – Karlotta
- Mała Syrenka 2: Powrót do morza (2000) – Karlotta